# Wiesiołyj Pierwyj
Wiesiołyj Pierwyj (ros. Весёлый Первый) – wieś (sieło) w Rosji, w obwodzie orenburskim, w rejonie akbułakskim. W 2010 liczyła 700 mieszkańców.